# Archikatedra Sainte-Marie-Majeure w Marsylii
Archikatedra Saint-Marie-Majeure (fr. Cathédrale Sainte-Marie-Majeure) – archikatedra znajdująca się w Marsylii, w dzielnicy La Joliette. 

## Historia

### Stara katedra
Tzw. starą katedrę wybudowano w połowie XII wieku. W XIV wieku dostawiono dzwonnicę. Tytuł katedry posiadała do 1852 roku, do lat pięćdziesiątych XX wieku nadal służyła jako kościół parafialny. 

#### Galeria

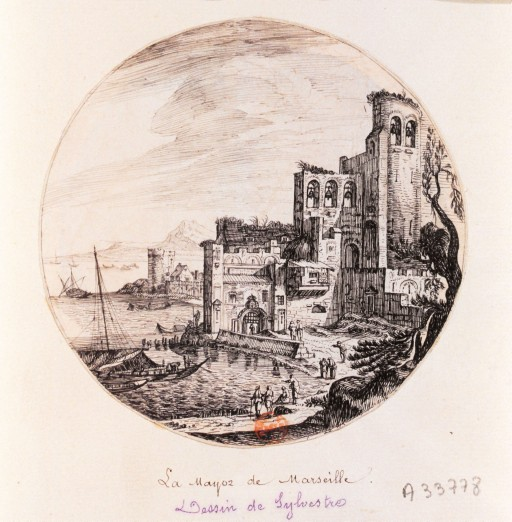
XVII-wieczna rycina przedstawiająca katedrę
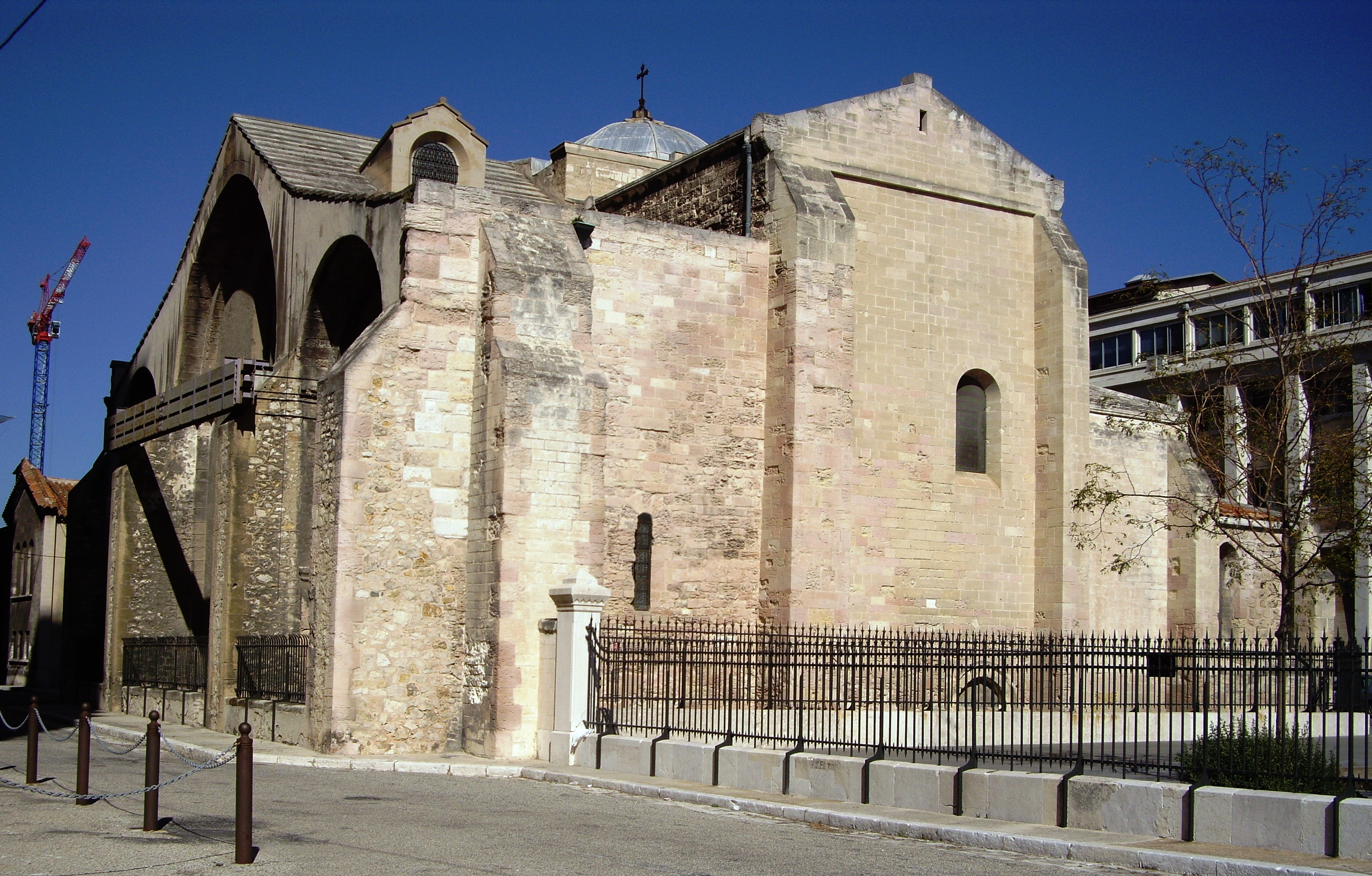
Obecny wygląd starej katedry

### Nowa katedra
W połowie XIX wieku Marsylia przeżyła ogromny wyż demograficzny oraz gospodarczy, który wymusił rozbudowę miasta. Z tego względu Napoleon III Bonaparte położył pierwszy kamień pod budowę świątyni, która miała stać się katedrą, w 1852 roku. Plany kościoła sporządził Léon Vaudoyer. Po jego śmierci w 1872 roku budowę nadzorował Henri-Jacques Espérandieu. Po dwóch latach zmarł, katedrę w 1896 roku ukończył Henri Révoil. W 1906 roku katedrę wpisano na listę zabytków.

## Architektura
Świątynia trójnawowa, wzniesiona w stylu neoromańsko-neobizantyńskim. Zbudowana jest z naprzemiennie położonych, zielonych i białych kamieni. Jest przykryta łącznie pięcioma kopułami. 

## Galeria

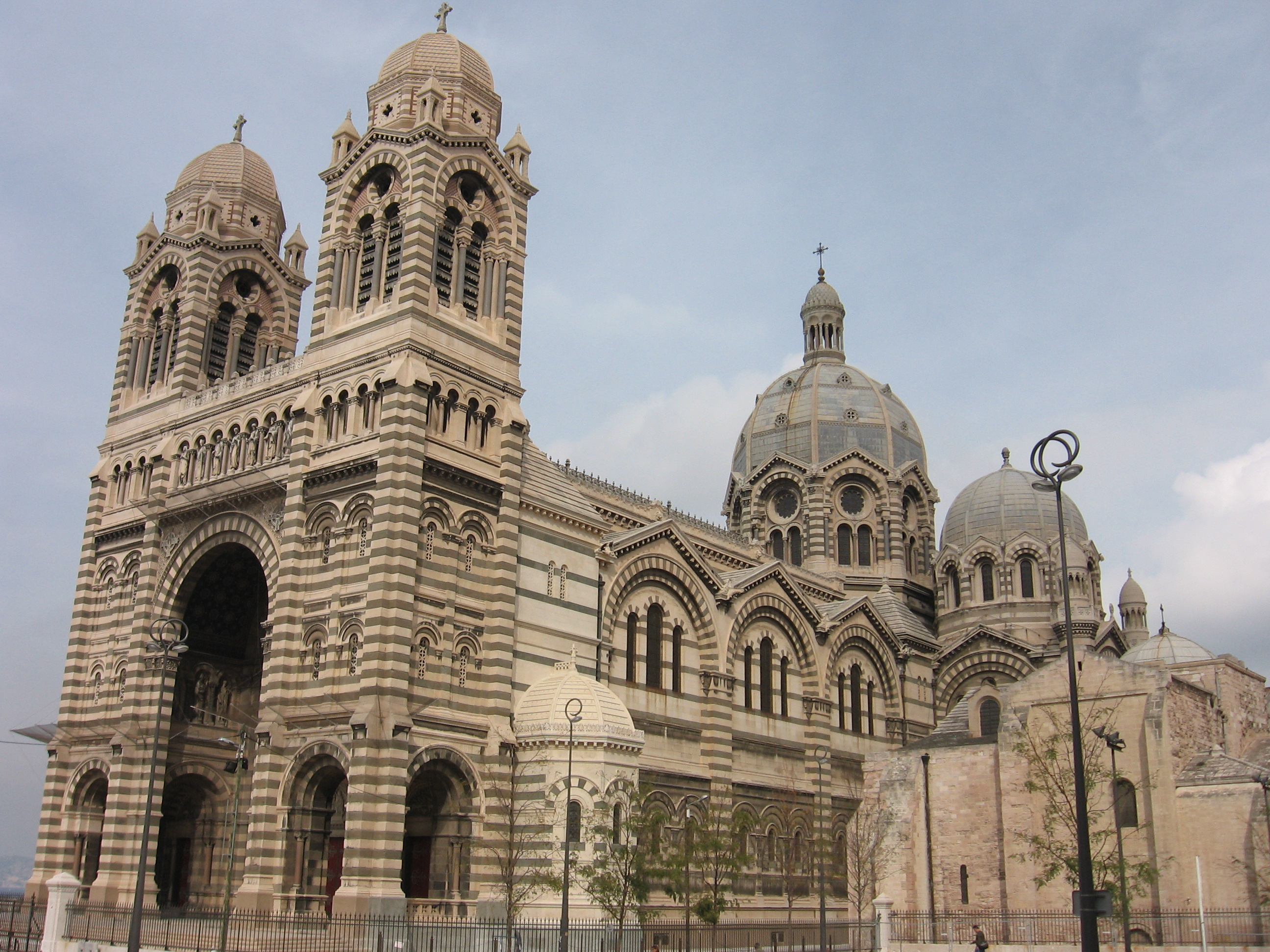
Widok na katedrę z południowego wschodu
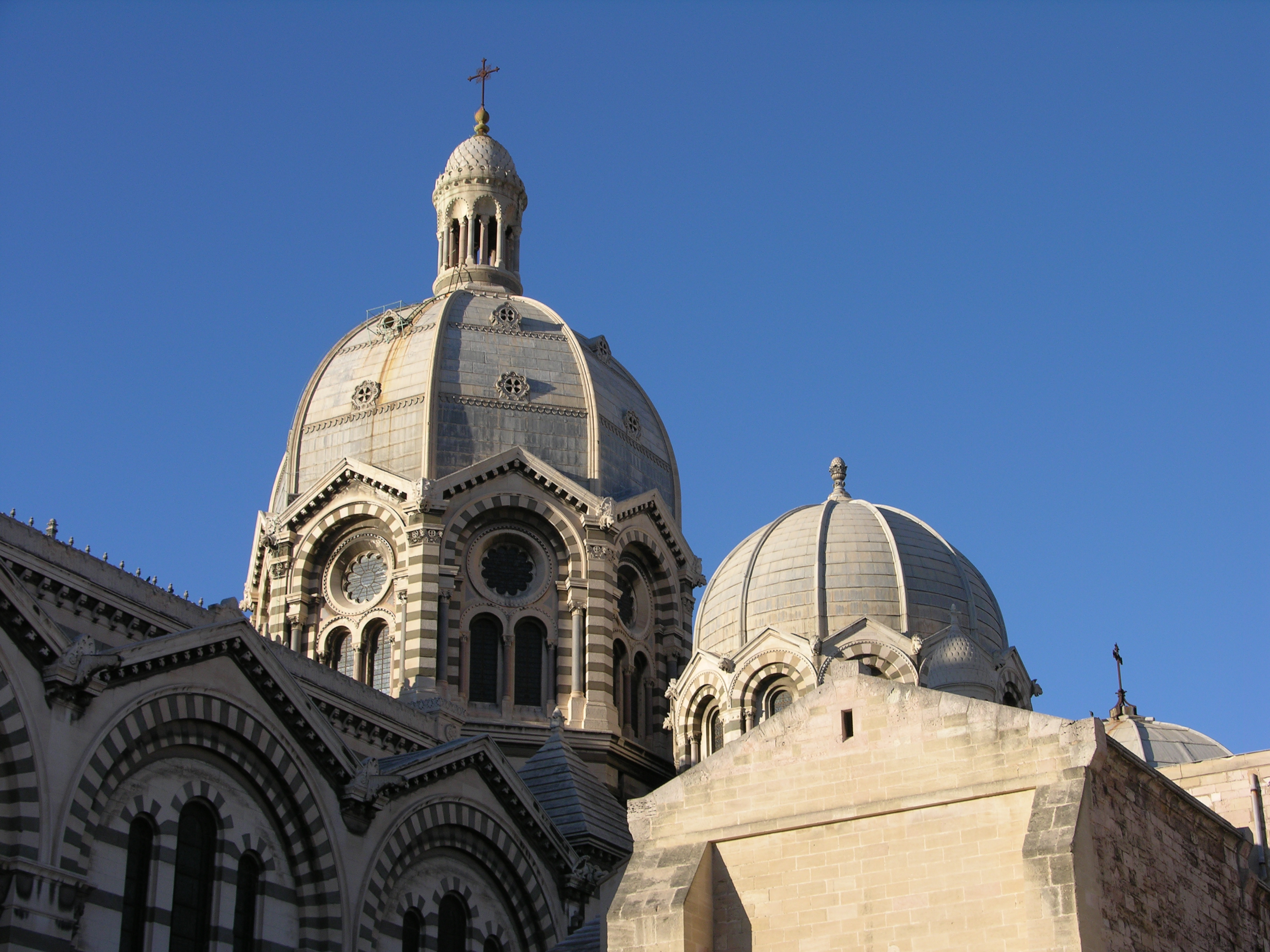
Kopuły katedry
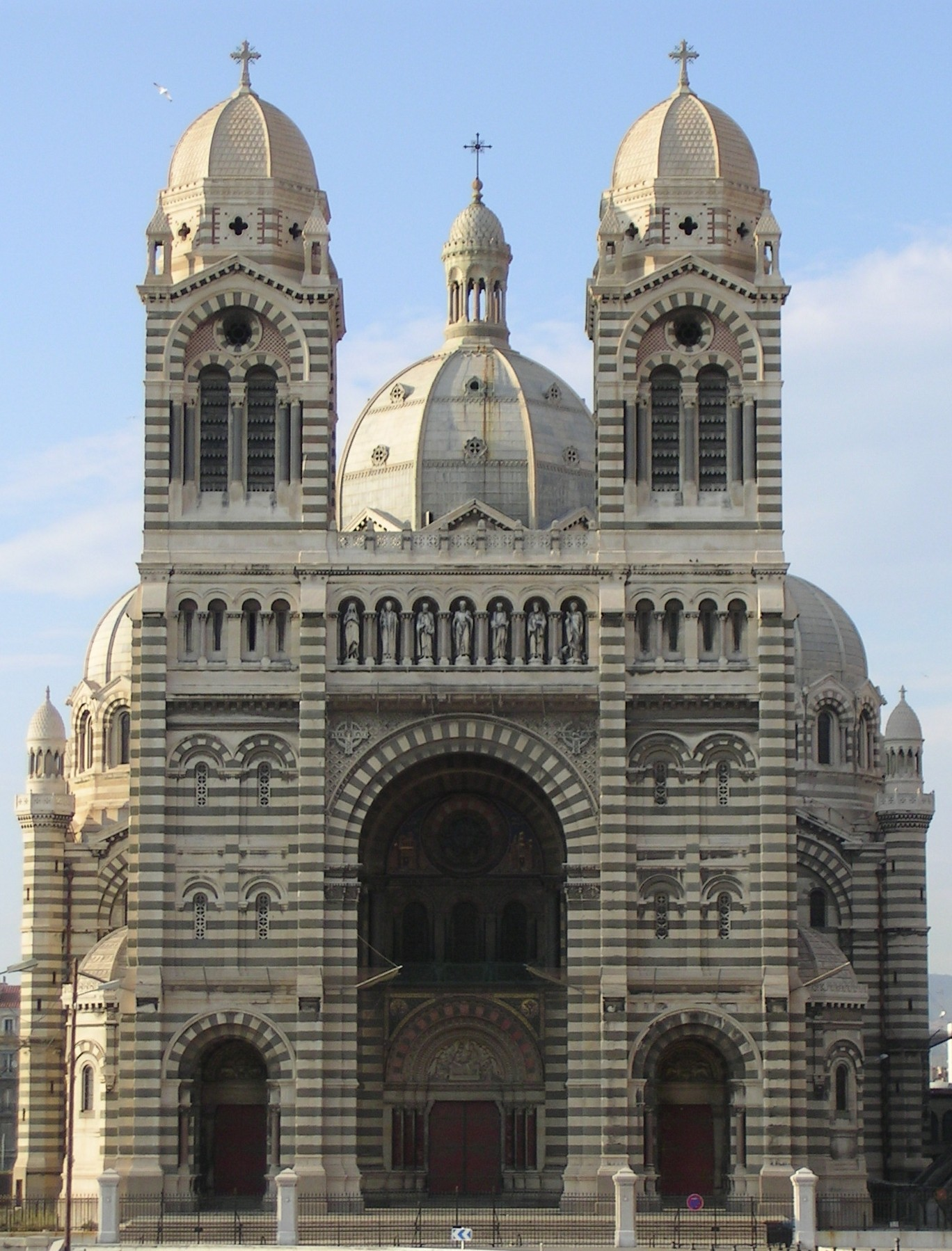
Fasada katedry
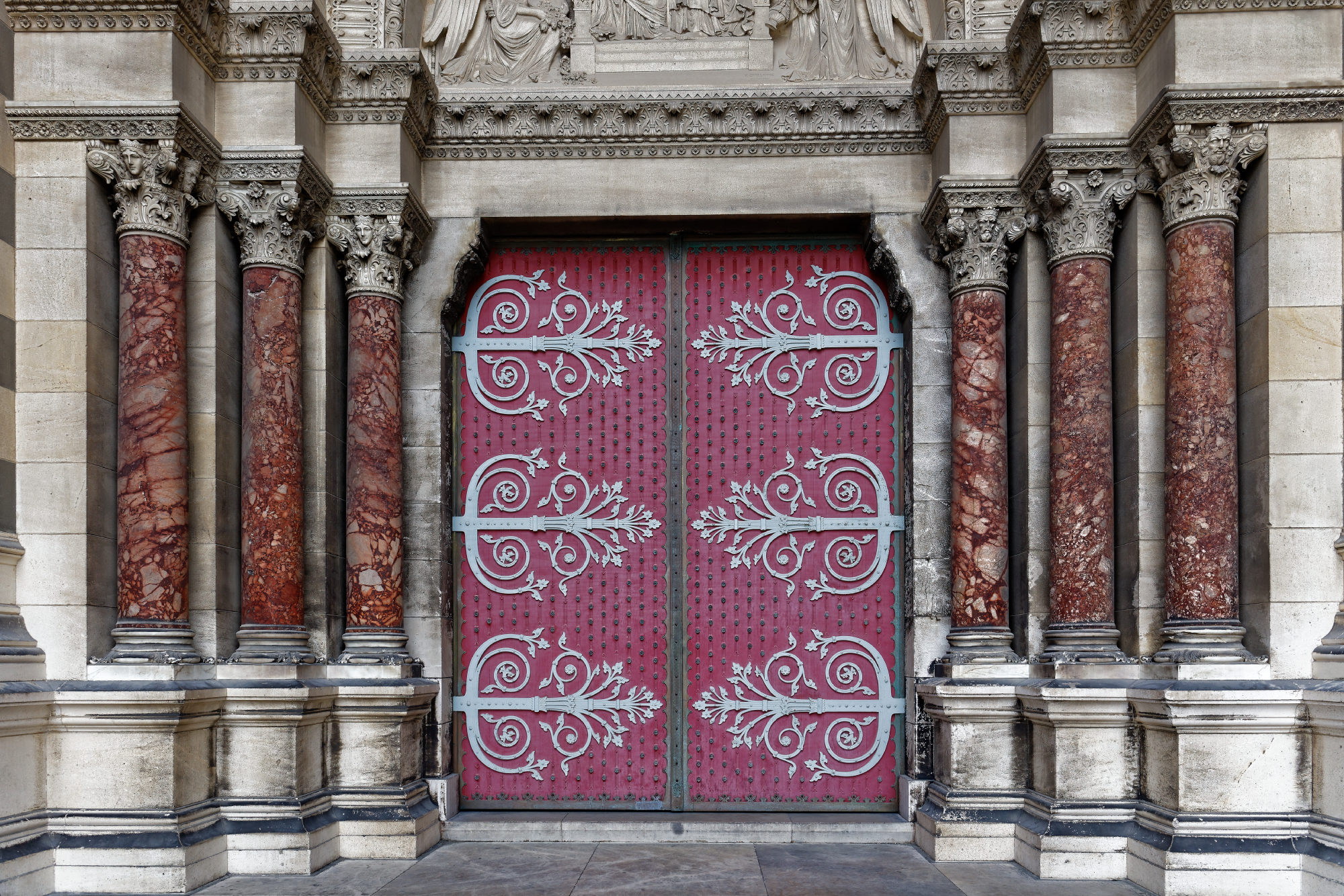
Wejście główne
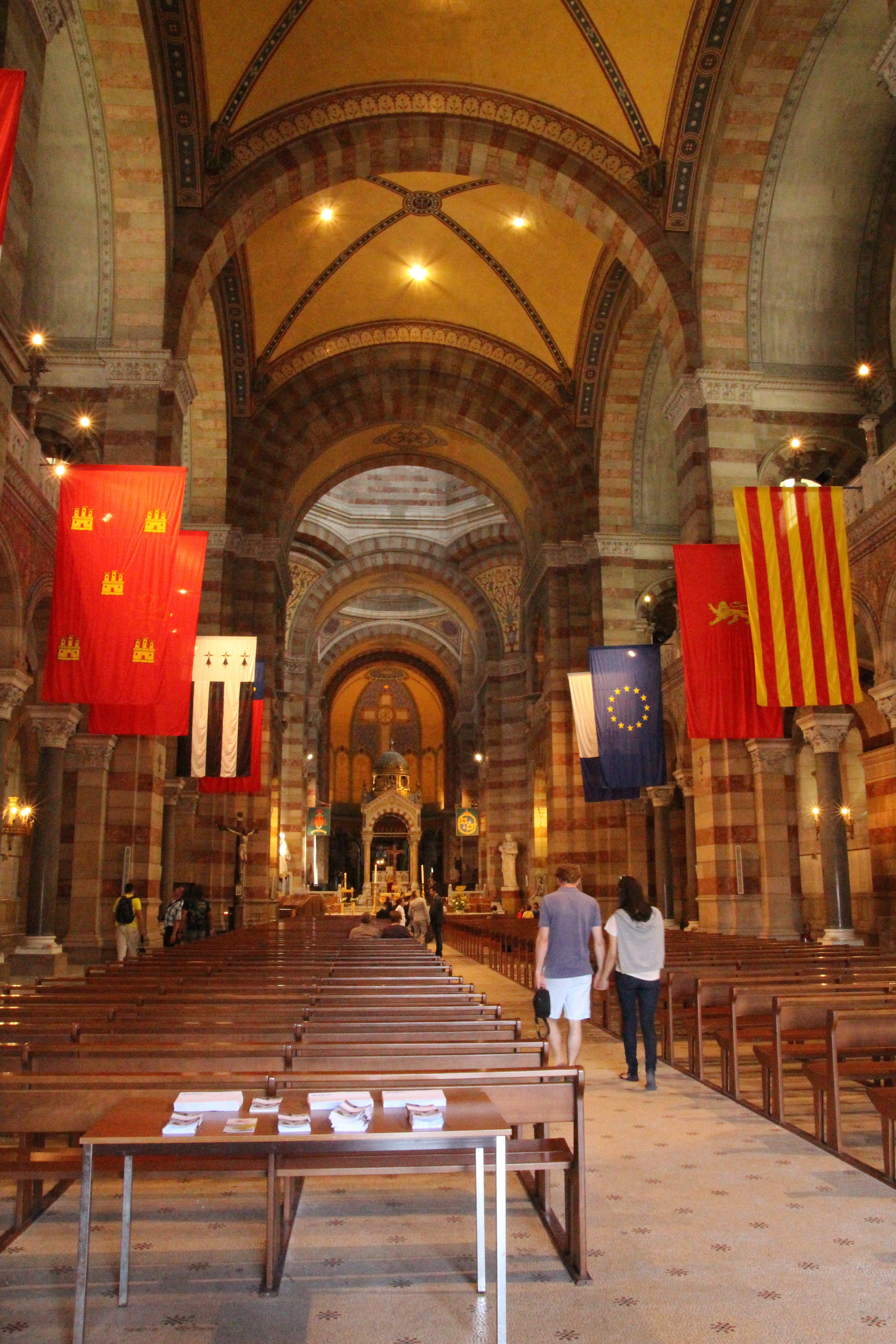
Nawa główna katedry
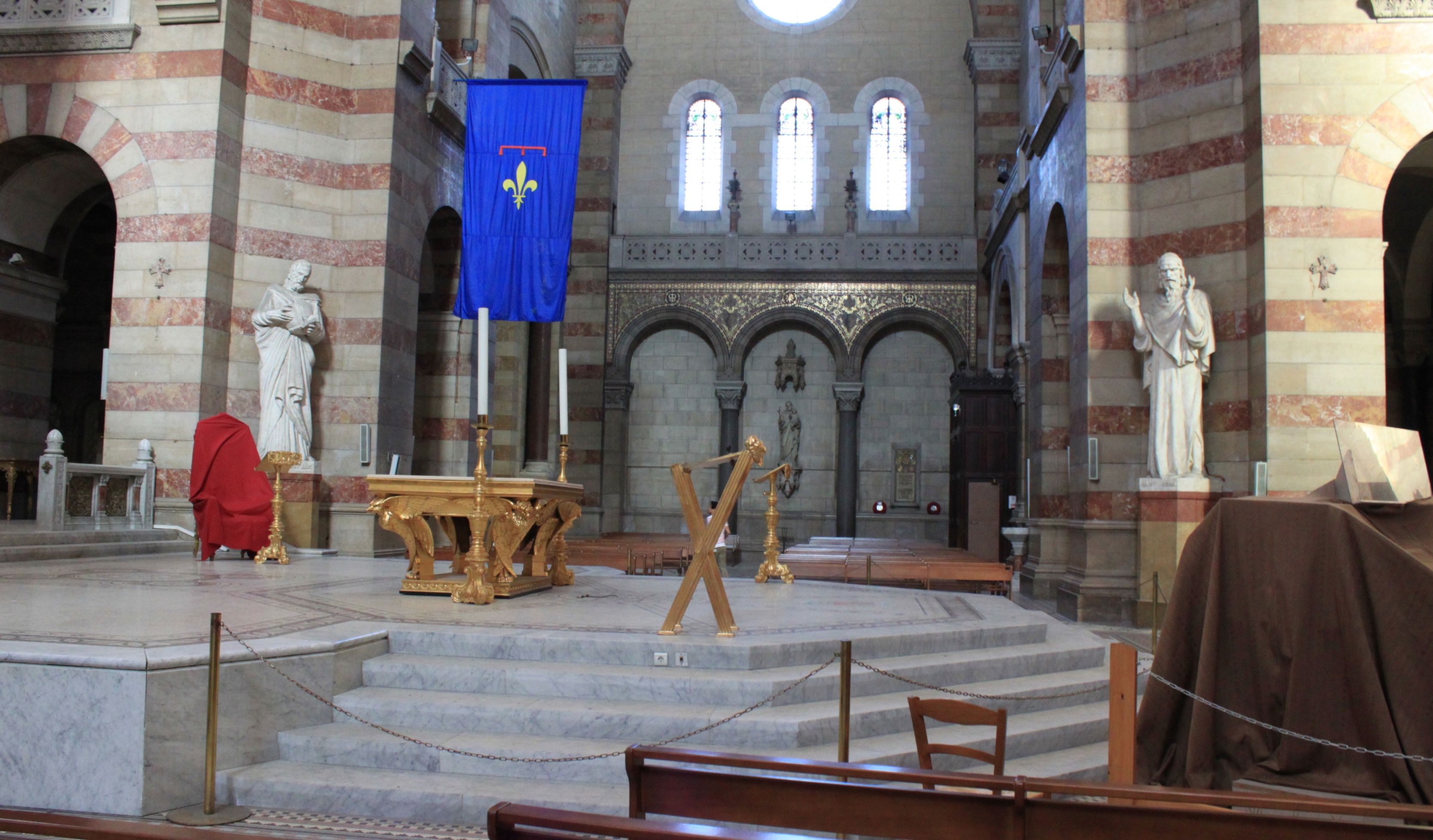
Ażurowy ołtarz oraz ambona
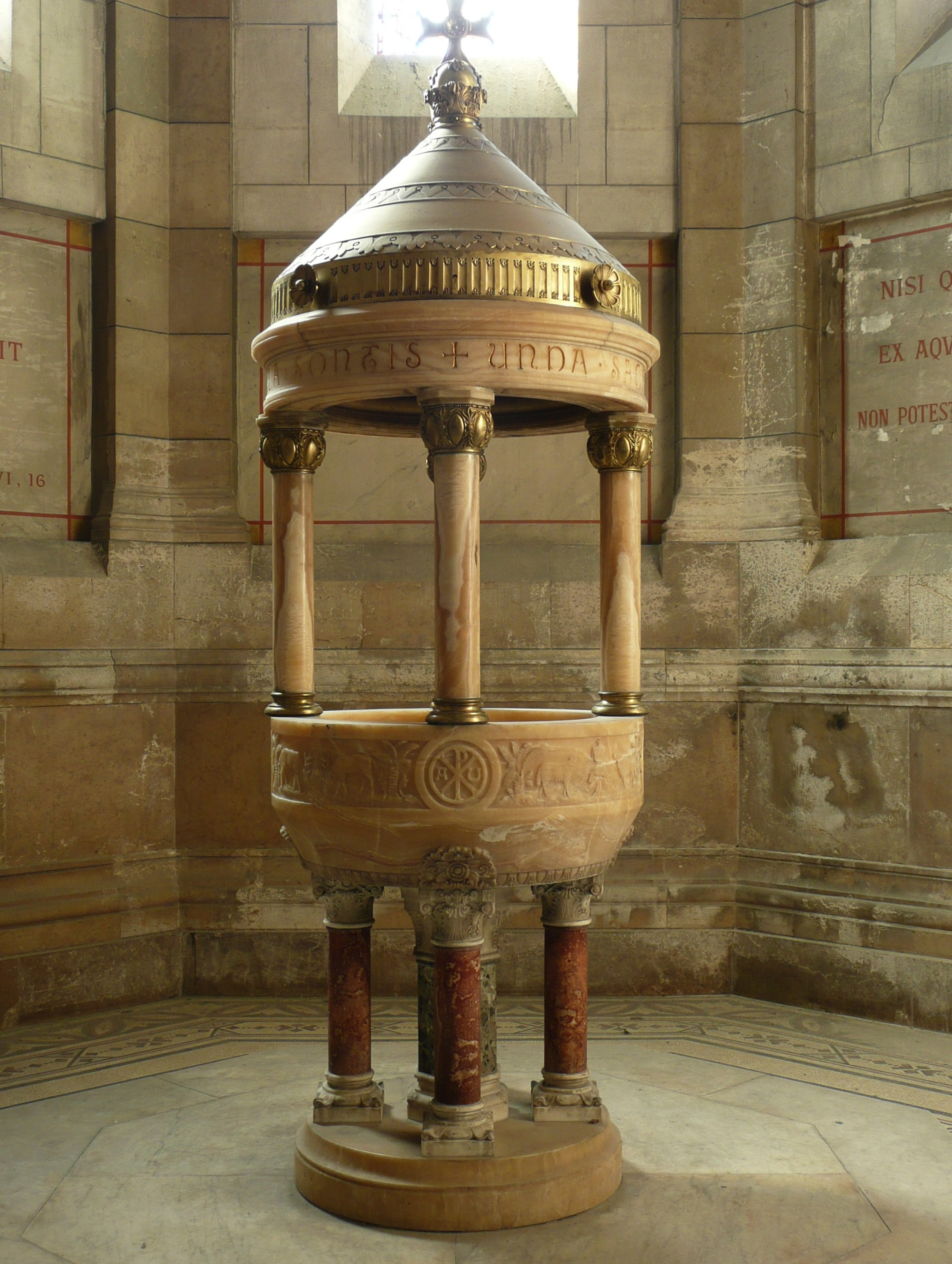
Chrzcielnica
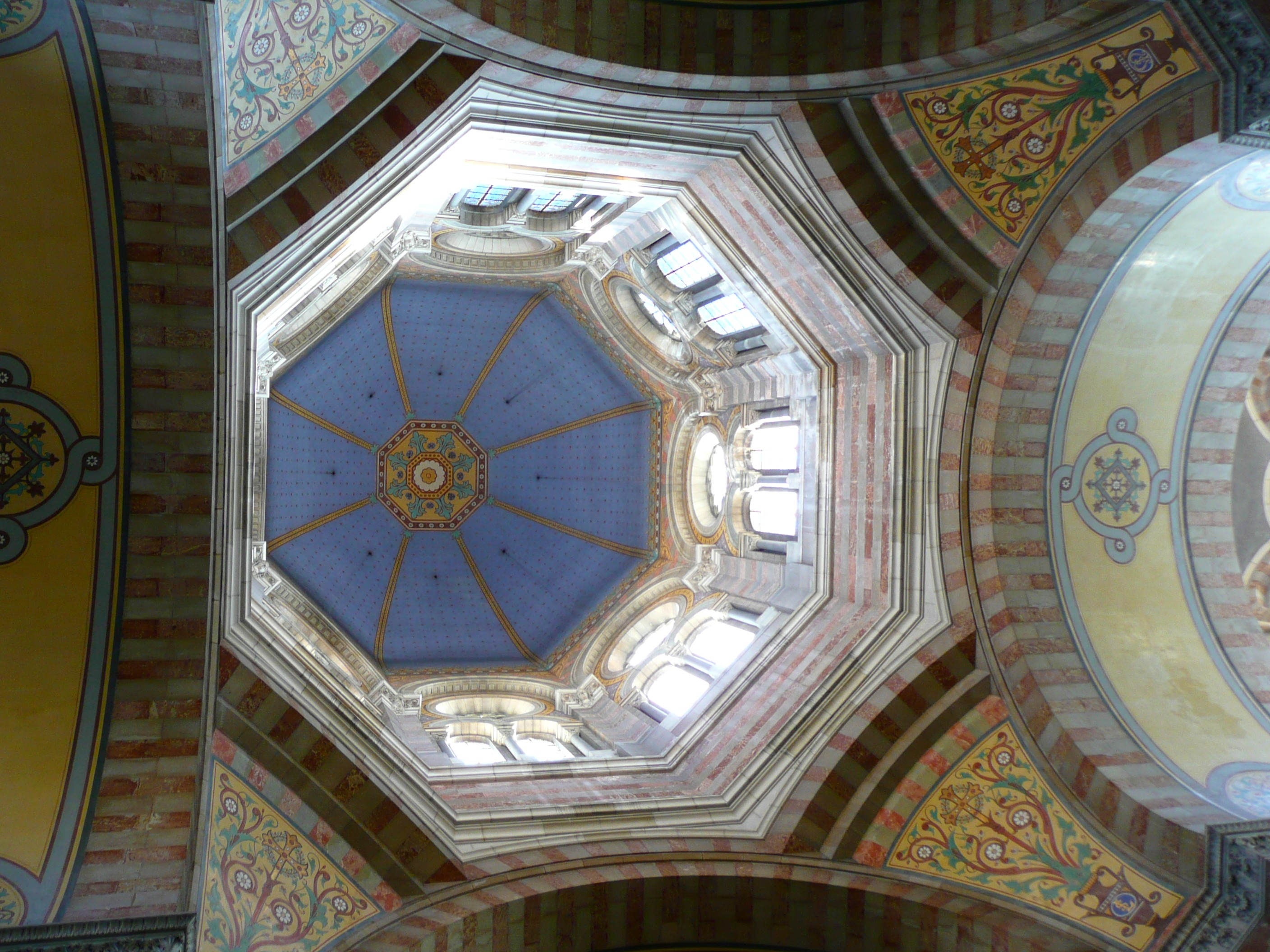
Kopuła katedry